# Jean-Marc Nesme
Pour les articles homonymes, voir Nesme.
Jean-Marc Nesme est un homme politique français, né le 23 mars 1943 à Lyon (Rhône). Ancien secrétaire général du PPDF (giscardien), il fait aujourd'hui partie des Républicains. Il est licencié en Droit et diplômé de l'Institut d'Études Politiques de l'Université de Lyon.

## Parcours politique
Jean-Marc Nesme est membre du Conseil régional de Bourgogne de 1986 à 2002 et député de Saône-et-Loire de 1988 à 1997 et de 2002 à 2012. Il est Maire de Paray-le-Monial (Saône-et-Loire) depuis 1989 et Président du Syndicat Mixte du Pays Charolais Brionnais depuis 2004.

### Un manifeste contre l'homoparentalité
Jean-Marc Nesme est à l'origine d'un manifeste signé par 316 parlementaires rappelant leur opposition à l'adoption par les couples homosexuels. Il crée début 2006, l'Entente parlementaire pour la défense du droit fondamental de l'enfant d'être accueilli et de s'épanouir dans une famille composée d'un père et d'une mère. Il affirme avoir fait l'objet d'importantes pressions de la part des associations militant en faveur des droits pour les personnes homosexuelles. 
En mars 2009, quelques jours après la présentation, par la secrétaire d'État à la famille Nadine Morano, de l'avant-projet de loi sur le statut des beaux-parents, Jean-Marc Nesme refait circuler une pétition au Parlement, dans laquelle il appelle à rejeter un projet qu'il considère être une voie ouverte à la reconnaissance de l'homoparentalité. Il recueille en une semaine 186 signatures. Convoqué à l’Élysée quelques jours avant le vote du projet de loi, il se dit prêt à poursuivre cette mobilisation jusqu'au bout. Le texte n'est finalement pas présenté en Conseil d'État.

### Grève de la faim
En octobre 2021, il entame une grève de la faim de quelques heures pour dénoncer la régulation des recrutements de médecins intérimaires à l'hôpital, y voyant une menace pour le fonctionnement du Centre hospitalier du Pays Charolais-Brionnais dont il est le président du conseil de surveillance.

## Affaires judiciaires

### Affaires des crèches de Noël
Le 23 décembre 2016, le Tribunal administratif de Dijon ordonne le retrait d'une crèche de Noël installée dans le hall d'accueil de la mairie de Paray-le-Monial, estimant qu'elle est contraire au principe de neutralité qui doit être observé dans les services publics. Retirée le lendemain de Noël, la crèche en feutrine avait été confectionnée à Bethléem (Territoires palestiniens), ville jumelée avec Paray-le-Monial et berceau du christianisme. En novembre 2016, le Conseil d'État avait décidé que des crèches seraient tolérées dans l'espace public à condition qu'elles aient une valeur culturelle, artistique ou festive. Pour Jean-Marc Nesme, c'était le cas à Paray-le-Monial. À la suite de la condamnation de la commune à payer une amende de 1 000 euros à la Ligue des Droits de l'Homme, Jean-Marc Nesme avait assuré qu'il paierait l'amende sur ses fonds personnels.
En décembre 2017, Jean-Marc Nesme brave la décision du tribunal en exposant une nouvelle crèche dans le hall de la mairie. Il s'agit cette fois d'une assiette en nacre fabriquée par des artisans palestiniens et offerte par le maire de Bethléem lors de la signature de la convention de jumelage en 2003. Jean-Marc Nesme se déclare « récidiviste » et « cohérent », ajoutant vouloir donner « un clin d'œil aux Palestiniens et aux chrétiens d'Orient ». Contrairement à l'année précédente, le Tribunal administratif de Dijon rejette le recours de la Ligue des droits de l'homme pour faire retirer la crèche, ne reconnaissant pas le caractère d'urgence de la situation.
En décembre 2018, Jean-Marc Nesme persiste en exposant une crèche dans le hall de la mairie. Le 7 juin 2019, la justice lui donne de nouveau tort, considérant que ses propos rapportés dans Le Journal de Saône-et-Loire et dans un bulletin municipal où il affirme que « la France est chrétienne » et que Noël est « avant tout une fête chrétienne avec la naissance de Jésus, fils de Dieu » révélaient son intention d'inscrire la crèche dans « l'iconographie religieuse. » Le tribunal retient qu'en 2017, la représentation de la crèche surmontée des deux premiers vers en langue anglaise d'un des plus célèbres cantiques de la religion catholique ne pouvait que renvoyer à l'iconographie chrétienne, bien au-delà de l'aspect traditionnel des fêtes de fin d'année. À la suite de cette décision condamnant la mairie pour atteinte à la laïcité, les frais de justice engagés sont à la charge entière de la commune.

### Affaire de diffamation
Le 17 septembre 2020, Jean-Marc Nesme est condamné en appel pour diffamation à la suite de propos rapportés en novembre 2018 dans La Renaissance. Le point de départ de cette affaire repose sur le licenciement en 2015 de son ancien chargé de communication accusé d'avoir volé des documents couverts par la confidentialité.

### Complicité de prise illégale d'intérêts
Le 5 avril 2023, Jean-Marc Nesme est reconnu coupable de complicité de prise illégale d'intérêts et condamné à 5 000 euros d'amende et trois ans d'inéligibilité par le tribunal correctionnel de Mâcon. Le 6 avril 2023, il fait appel de cette décision de justice, évoquant « une erreur de droit et une humiliation » ajoutant que « certains » cherchent à « se payer la tête du maire de Paray-le-Monial. »

## Ouvrage
- Maire pour mon père. Le carnet de route d’un élu chrétien en colère, Éditions de Chiré, 2018,  (ISBN 979-1-0699-2304-1)